# Giovanni Battista Giovio
Le comte Giovanni Battista Giovio, né le 10 décembre 1748 à Côme et mort dans cette même ville le 17 mai 1814, est un écrivain, homme politique et érudit italien.

## Biographie
Giovanni Battista Giovio naquit à Côme le 10 décembre 1748. Resté orphelin à l’âge de quatre ans, il fut élevé par son oncle Ottavio, qui en 1757 l’envoya au Collège des Nobles à Milan, où le P. Giuseppe Galeazzo Visconti d'Aragona lui fit copier une lettre adressée au pape Clément XIII (Rezzonico), son parent du côté maternel. En 1764, il passa au Collège ducal de Parme, où il termina ses études littéraires, et, après sa majorité, il entra en possession de ses biens. S’étant lié d’amitié avec le célèbre Alessandro Volta, il parcourut avec lui en 1777 les montagnes des Alpes et la Suisse ; il rendit visite à Voltaire, Haller, Gessner, et passa à Turin, où il fut bien accueilli par le P. Paolo Maria Paciaudi et par le comte St-Raffaele. En 1796, Giovio fut député à Milan pour complimenter Bonaparte, général en chef de l’Armée d'Italie ; mais, trois ans après, ayant publié la Conversione politica, o Lettera ai Francesi, Côme, 1799, in-8°, il fut emprisonné par ordre du général Vignolle, qui exigea une caution de cinq cent mille francs pour sa mise en liberté ; il porta ses plaintes au général en chef, Guillaume Brune, qui l’accueillit avec bonté et lui rendit justice. Plus tard il fit paraître Alcuni opuscoli patrj, Côme, 1804, in-4°. En 1806 il publia Scritti ultimi del difensore di Guido-Francesco Valentini, et fut de nouveau mis aux arrêts dans sa maison ; mais le ministre Ludovico di Breme, de Milan, ordonna sa mise en liberté, et lui écrivit une lettre de la part du vice-roi Eugène de Beauharnais.
Le comte Giovio avait épousé en 1780 Chiara Parravicini, fille du grand chambellan de l’empereur d’Autriche, et obtint lui-même le titre de chambellan de Sa Majesté Impériale et Royale, qu’il joignit à celui de chevalier de l’Ordre de Saint-Étienne, pape et martyr. La culture des lettres et des arts paraît l’avoir occupé jusqu’à la fin de ses jours. Passionné pour les livres, il a ajouté plusieurs milliers de volumes à la bibliothèque de ses ancêtres. Le comte Giovio est mort à Côme le 17 mai 1814, âgé de 65 ans.

## Œuvres
Ses principaux ouvrages sont :
- un volume de Poésies, Bergame, 1774, in-8° ;
- un Essai sur la religion. Milan, 1774, in-8° ;
- Discorso sopra la pittura, Londres (Lugano), 1776 in-8° ;
- une Lettre sur le peintre Jacopo Bassano l'Ancien, Côme, 1777, in-8° ;
- Pensieri varj, Côme, 1777 ;
- Elogio di monsignor Paolo Giovio lo storico, Modène, 1778 ; Elogio di monsignor Paolo Giovio il giovane, ibid., 1785 ; Elogio di Benedetto Giovio, ibid., 1784 ; Elogio del conte Algarotti, Modène et Venise, 1784 ; La plupart de ces éloges ont été réunis et publiés sous ce titre : Gli uomini della comasca diocesi antichi e moderni nelle arti e nelle lettere illustri, etc., Modène, 1784, in-8°.
- Lettera sul commercio comasco, Lugano, 1787, in-8° ;
- Massime di morale saviezza, Côme, 1796, in-8° ;
- Articolo istorico intorno alla vita ed agli studi del Canonico Giulio Cesare Gattoni, Milan, 1808, in-8° ;
- Pauli Jovii episcopi Nucerini de humano victu epistola…, et inscriptio coenationis. Accedunt Jo. Baptistae Jovii emendationes Italicae et notae, Côme, 1808 ;
- Guida alla vita cristiana, Modène, 1811 ;
- Rodriguez, ossia La perfezione cristiana, con un prologo e le idee sulla tristezza, Côme, 1812.

## Sources
- « Giovio (le comte Jean-Baptiste) », dans Louis-Gabriel Michaud, Biographie universelle ancienne et moderne : histoire par ordre alphabétique de la vie publique et privée de tous les hommes avec la collaboration de plus de 300 savants et littérateurs français ou étrangers, 2e édition, 1843-1865 [détail de l’édition]